# HMS Oswald (N58)
| «Освальд» (N58)                                                       | «Освальд» (N58) | «Освальд» (N58) |
| --------------------------------------------------------------------- | --- | --- |
| HMS Oswald (N58)                                                      | | |
|                                                                       | | |
| Британський підводний човен типу «Одін» «Освальд»                     | | |
| Верф                                                                  | Vickers-Armstrongs, Барроу-ін-Фернесс                                                                                                | Vickers-Armstrongs, Барроу-ін-Фернесс                                                                                                |
| Під прапором                                                          | Велика Британія | Велика Британія |
| Належність                                                            | Військово-морські сили Великої Британії                                                                                              | Військово-морські сили Великої Британії                                                                                              |
| Порт приписки                                                         | Мальта Александрія | Мальта Александрія |
| Замовлення                                                            | 2 грудня 1926 | 2 грудня 1926 |
| Закладений                                                            | 30 травня 1927 | 30 травня 1927 |
| Спуск на воду                                                         | 19 червня 1928 | 19 червня 1928 |
| Введений до складу флоту                                              | 1 травня 1929 | 1 травня 1929 |
| На службі                                                             | 1929–1940 | 1929–1940 |
| Загибель                                                              | 1 серпня 1940 року протаранений і потоплений італійським есмінцем «Уголіно Вівальді» у Середземному морі південніше мису Спартівенто | 1 серпня 1940 року протаранений і потоплений італійським есмінцем «Уголіно Вівальді» у Середземному морі південніше мису Спартівенто |
| Сучасний статус                                                       | затоплений | затоплений |
| Бойовий досвід                                                        | Друга світова війна Битва на Середземному морі                                                                                       | Друга світова війна Битва на Середземному морі                                                                                       |
| Проєкт                                                                | | |
| Класифікація ПЧ                                                       | океанський дизель-електричний підводний човен                                                                                        | океанський дизель-електричний підводний човен                                                                                        |
| Тип ПЧ                                                                | Підводний човен типу «Одін» | Підводний човен типу «Одін» |
| Основні характеристики                                                | | |
| Швидкість (надводна)                                                  | 17,5 вузла (32,4 км/год) | 17,5 вузла (32,4 км/год) |
| Швидкість (підводна)                                                  | 9 вузлів (17 км/год) | 9 вузлів (17 км/год) |
| Дальність плавання                                                    | 8400 миль (15 600 км) на швидкості 10 вузлів (надводна) 70 миль (130 км) на швидкості 4 вузли (підводна)                             | 8400 миль (15 600 км) на швидкості 10 вузлів (надводна) 70 миль (130 км) на швидкості 4 вузли (підводна)                             |
| Екіпаж                                                                | 53—55 офіцерів та матросів | 53—55 офіцерів та матросів |
| Розміри                                                               | | |
| Довжина найбільша (по КВЛ)                                            | 86,41 м | 86,41 м |
| Ширина корпусу найб.                                                  | 9,1 м | 9,1 м |
| Середня осадка (по КВЛ)                                               | 4,04 м | 4,04 м |
| Водотоннажність надводна                                              | 1 810 тонн | 1 810 тонн |
| Водотоннажність підводна                                              | 2 060 тонн | 2 060 тонн |
| Силова установка                                                      | | |
| Дизель-електрична: 2 × дизельних двигуни Admiralty 2 × електродвигуни | | |
| Гвинти                                                                | 2 | 2 |
| Потужність                                                            | 4600 к.с. (дизель) 350 к. с. (електродвигун)                                                                                         | 4600 к.с. (дизель) 350 к. с. (електродвигун)                                                                                         |
| Озброєння                                                             | | |
| Артилерія                                                             | 1 × 102-мм гармата QF 4 inch Mk XII                                                                                                  | 1 × 102-мм гармата QF 4 inch Mk XII                                                                                                  |
| Торпедно- мінне озброєння                                             | 8 (6 — носових, 2 — кормових) × 533-мм торпедних апаратів 16 торпед                                                                  | 8 (6 — носових, 2 — кормових) × 533-мм торпедних апаратів 16 торпед                                                                  |
| ППО                                                                   | 2 кулемети Lewis | 2 кулемети Lewis |
| Електроніка                                                           | ASDIC | ASDIC |

«Освальд» (N58) (англ. HMS Oswald (N58) — військовий корабель, підводний човен типу «Одін» Королівського ВМФ Великої Британії часів Другої світової війни.

## Історія створення
Підводний човен «Освальд» був закладений 30 травня 1927 року на верфі компанії Vickers-Armstrongs у Барроу-ін-Фернесс. 19 червня 1928 року він був спущений на воду, а 1 травня 1929 року увійшов до складу Королівського ВМФ Великої Британії.

## Історія служби
Підводний човен брав обмежену участь у Другій світовій війні, здійснивши два бойових походів у Середземному морі.
19 липня 1940 року «Освальд» вийшов з Александрії для патрулювання на схід від Сицилії. 30 липня британський човен виявив ворожий конвой з кількох торгових суден. Його атака на конвой не була успішною, але британську субмарину помітили есмінці, що супроводжували конвой. Згодом, 1 серпня «Освальд» був протаранений і потоплений італійським есмінцем «Уголіно Вівальді» під час патрулювання на південь від Калабрії; 52 члени екіпажу були врятовані італійськими військовими кораблями, а 3 члени екіпажі загинули.